# Erika Abrams
Pour les articles homonymes, voir Abrams.
Erika Abrams (née le 25 janvier 1952) est une femme de lettres et traductrice française, spécialiste de la littérature tchèque.

## Carrière
Entre 1986 et 1992, elle publie quatre livres aux éditions de la Différence.
Dès 1982, elle traduit de nombreuses œuvres de grands auteurs tchèques pour la même maison d'édition et pour quelques autres. On lui doit en particulier la traduction des œuvres complètes de Ladislav Klíma et des œuvres philosophiques de Jan Patočka.
Elle a reçu en 1994 le Grand Prix national de la traduction et en 2018 le Prix Karel Čapek du PEN-Club tchèque pour l'ensemble de son œuvre,.
Elle traduit aussi plusieurs romans depuis l'anglais chez Denoël. Elle a aussi parfois traduit depuis l'allemand.

## Œuvres
- Tantôt : fragments, éditions de la Différence, 1986.
- Déplacements de sourds, éditions Revue K, 1989.
- Ce qu'on vient de dire : mimiques, éditions de la Différence, 1990.
- La si brève : récit, éditions de la Différence, 1992.

## Principales traductions

### Depuis le tchèque
- Ivan Blatný, Poèmes, Le Passant
- Jakub Deml, Un rêve d'automne, Lumière oubliée
- Jaroslav Durych, L’arc de Dieu
- František Halas, Les Vieilles Femmes, Les Jeunes Femmes
- Václav Havel, Largo Desolato, Tentation, Assainissement
- Zbyněk Hejda, Lady Feltham, Abord de la mort, Valse mélancolique
- Josef Hiršal, Bohême bohème
- Vladimír Holan, Pénultième
- Josef Jedlička, Au milieu du chemin de notre vie
- Ladislav Klíma, Le Grand Roman, Némésis la glorieuse, Les Souffrances du prince Sternenhoch, La Marche du serpent aveugle vers la vérité, Le Monde comme conscience et comme rien, Instant et Éternité, Traités et Diktats, Je suis la Volonté Absolue, Le Roman tchèque
- Jiří Kolář, Témoin oculaire, journal 1949, Le Foie de Prométhée, Poèmes du silence, Dictionnaire des méthodes, Notre pain quotidien, La Peste d’Athènes, Mode d'emploi, Chronique du corps qui me quitte
- Vincenc Kramář, Le Cubisme
- František Kupka, La Création dans les arts plastiques
- Arnošt Lustig, Elle avait les yeux verts, La Danseuse de Varsovie
- Ivan Matoušek, Neufs-les-Bains, La Célébration
- Jan Patočka, Essais hérétiques sur la philosophie de l’histoire, Platon et l’Europe, Le Monde naturel et le mouvement de l’existence humaine, Qu’est-ce que la phénoménologie ?, Introduction à la phénoménologie de Husserl, Liberté et Sacrifice, Papiers phénoménologiques, L'Art et le Temps, L’Écrivain, son « objet », L’idée de l’Europe en Bohême, L'Europe après l'Europe, Aristote, ses devanciers, ses successeurs, Éternité et Historicité, Le Monde naturel comme problème philosophique, Socrate (cours du semestre d’été 1946)
- Josef Šíma, Kaléidoscope
- Jiří Weil, Mendelssohn est sur le toit
- Richard Weiner, Le Barbier, Jeu pour de vrai

### Depuis l'anglais
- Eleanor Catton, La Répétition, Les Luminaires
- Joseph Skibell, Bénédiction sur la lune
- Sarah Waters, Caresser le velours, Du bout des doigts, Affinités